# محاذاة بناءة
خطأ قالب:رد على: لم يُحدد اسم المستخدم.
المحاذاة البناءة عبارة عن مبدأ يستخدم لخلق أنشطة التعليم والتعلم، ومهام التقييم التي تتعامل بشكل مباشر مع نتائج التعليم التي يتم ترتيبها بطريقة لا يمكن تحقيقها بشكل نموذجي من خلال المحاضرات والفصول التعليمية والاختبارات النموذجية (Biggs and Tang, 2007). وقد قام البروفسور جون بي بيجز بوضع مصطلح المحاذاة البناءة، وهو يمثل ارتباطًا وثيقًا بين فهم البنائيين لطبيعة التعلم والتصميم المحاذي للتعليم القائم على النتائج.
وتعد المحاذاة البناءة المفهوم الأساسي خلف المتطلبات الحالية لمواصفات وإعلانات ونتائج تعليم (LO) البرامج، بالإضافة إلى معايير التقييم واستخدام التقييم القائم على المعايير. هناك مفهومان أساسيان خلف المحاذاة البناءة:
- يقوم المتعلمون بتشكيل المعنى مما يتعلمونه. هذا المفهوم مشتق من علم النفس المعرفي ونظرية البنائيين مع إدراك أهمية الربط بين المواد والمفاهيم والخبرات في ذاكرة المتعلم، والتقدير الاستقرائي للسيناريوهات المحتملة مستقبلاً من خلال تجريد المفاهيم الأساسية من خلال التفكير.
- ويقوم المعلم بخلق محاذاة مدروسة بين أنشطة التعليم المخططة ونتائج التعليم. ويمثل ذلك جهدًا مقصودًا لتوفير أهداف محددة بوضوح أو نشاط تعليمي مصمم بشكل جيد أو أنشطة تناسب المهمة للمتعلم، بالإضافة إلى معايير تقييم مصممة بشكل جيد من أجل منح الملاحظات للمتعلم.

وقد ظهر أحد فروع نظرية تقييم التعليم يركز على المحاذاة البناءة كعنصر رئيسي في تصميم التعليم الفعال. وهذه المنهجية التي يطلق عليها اسم التقييم الذي يركز على التصميم (Smith 2008) تهدف إلى الحصول على ملاحظات الطلاب حول فاعلية المحاذاة التي يتم تصميمها بين نتائج التعليم المستهدفة وأنشطة التعليم والتعلم التي يشارك فيها الطلاب أثناء الدراسة.